# Coppia diabolica
Coppia diabolica (The Devil You Know) è un film del 2013 diretto da James Oakley.

## Trama
Zoe Hughes cerca di emergere come attrice, ma per lei è molto difficile diventare qualcuno, visto che sua madre è Kathryn Vale, una famosa ex-attrice. In passato Kathryn, circa dieci anni prima, decide di lasciare la sua carriera di attrice per via della morte del marito, Max Pierce, e delle relative accuse da parte dei giornalisti. Non si sa ancora chi sia l'assassino di Max e alcuni sospettano che sia proprio Kathryn, che intanto si è risposata con lo sceneggiatore Jake Kelly.
Zoe è molto gelosa della madre, visto che lei ha un talento che la ragazza sembra non aver ereditato. Spesso cerca di dimostrarsi in ogni modo superiore, a volte perfino mentendo sulla valutazione dei provini. Tuttavia, il suo odio per la madre aumenta quando l'assistente della stessa, Edie Fontaine, una donna che la invidia per i suoi atteggiamenti, le rivela che la madre ritornerà entro breve nel mondo dello spettacolo. Contemporaneamente, a Kathryn giungono delle lettere che la incolpano dell'omicidio di Max. Un'altra lettera invita Kathryn a recarsi nella casa dell'omicidio di Max.
Nella casa giungono Zoe, Edie e Jake. Tutti e quattro sono sicuri di una cosa: l'emittente delle lettere è in quella casa ed è uno di loro. Quella stessa notte Zoe viene ritrovata esanime, apparentemente uccisa. Saputo dell'accaduto, Edie rivela al Kathryn che, secondo lei, è stato Jake, visto che l'uomo aveva una relazione segreta con la ragazza. In realtà, Zoe non è morta, ha solo simulato la sua morte per far in modo che la madre uccidesse Jake. Per prima cosa, Zoe uccide Jake. La madre la insegue, ma non riesce ad ucciderla, visto che per lei ha ucciso lo stesso Max, che la violentò. Così, Kathryn decide di lasciare la figlia nelle mani della polizia. 
Un anno dopo: Kathryn ritorna nel mondo dello spettacolo, con Edie al suo fianco. Per radio viene ricordata la scomparsa di Jake. Kathryn sorride: è riuscita a superare tutto.